# دوستم دارد… دوستم ندارد (فیلم)
دوستم دارد… دوستم ندارد (به فرانسوی: À la folie... pas du tout، به انگلیسی: He Loves Me... He Loves Me Not) فیلمی در ژانر کمدی سیاه محصول سال ۲۰۰۳ فرانسه و به کارگردانی لتیسیا کلمبانی است. در این فیلم بازیگرانی همچون اودره توتو، ساموئل له بیهان، ایزابل کاره، کلمان سیبونی، سوفی گیلمان ایفای نقش کرده‌اند.